# 454
Період падіння Західної Римської імперії. У Східній Римській імперії завершилося правління Пульхерії, розпочалося правління Маркіана. У Західній правління Валентиніана III, значна частина території окупована варварами, зокрема в Іберії утворилося Вестготське королівство, а Північну Африку захопили вандали, у Тисо-Дунайській низовині утворилося Королівство гепідів. У Південному Китаї правління династії Лю Сун. В Індії правління імперії Гуптів. У Японії триває період Ямато. У Персії править династія Сассанідів.
На території лісостепової України Черняхівська культура. У Північному Причорномор'ї готи й сармати. Історики VI століття згадують плем'я антів, що мешкало на території сучасної України приблизно з IV сторіччя. З'явилися гуни, підкорили остготів та аланів й приєднали їх до себе.

## Події
- 21 вересня імператор Західної Римської імперії Валентиніан III убив у Равенні військового магістра Флавія Аеція, підозрюючи його в змові проти себе. Західна Римська імперія втратила останнього захисника, здатного боротися з варварами.
- Племена, які були союзниками й підлеглими гунів: гепіди, герули, остготи, ругії, скіри та свеви, повстали проти сина Аттіли Елака і спільними зусиллями перемогли гунів під Недао. Елак загинув, гунів очолив його брат Денгизих.
- Вождь гепідів Ардарік об'єднав під своїм правлінням германські племена й утворив у Тисо-Дунайській низовині королівство гепідів.
- Вандали завоювали Мальту.

## Померли
- Аецій Флавій — полководець і дипломат Західної Римської імперії, при імператорі Валентиніані III, триразовий консул 432, 437, 446 років.